# Уйка, Серджо
Серджо Уйка (алб. Serxho Ujka; 27 августа 1998, Лежа) — албанский футболист, полузащитник албанского клуба «Лачи». В 2022 году Уйка дебютировал за национальную сборную своей страны.

## Клубная карьера
Серджо Уйка занимался футболом в албанском клубе «АФ Брианс». В сентябре 2017 года он подписал контракт с албанским клубом «Лачи», а в январе 2018 года на правах аренды перешёл в команду «Шенколи», выступавшую тогда в Первом дивизионе. По окончании сезона Уйка вернулся в «Лачи», но уже в начале следующего сезона стал футболистом «Шенколи». В январе 2019 года он перешёл в «Бюлис», с которым по итогам сезона 2018/2019 стал победителем Первого дивизиона и вышел в Суперлигу. 1 сентября 2019 года Уйка дебютировал в албанской Суперлиге, выйдя на замену в самой концовке гостевого поединка против «Скендербеу». В сентябре 2021 года он вернулся в «Лачи». Свой первый гол в рамках чемпионата Албании Уйка забил 22 октября 2022 года, открыв счёт в гостевом матче с «Кастриоти».

## Карьера в сборной
9 ноября 2022 года Серджо Уйка дебютировал в составе сборной Албании в проходившем в испанской Марбелье товарищеском матче со сборной Катара, выйдя на поле в основном составе.

## Статистика выступлений

### В сборной
| Матчи и голы Серджо Уйки за сборную Албании | Матчи и голы Серджо Уйки за сборную Албании | Матчи и голы Серджо Уйки за сборную Албании | Матчи и голы Серджо Уйки за сборную Албании | Матчи и голы Серджо Уйки за сборную Албании | Матчи и голы Серджо Уйки за сборную Албании | Матчи и голы Серджо Уйки за сборную Албании |
| №                                           | Дата                                        | Место проведения                            | Соперник                                    | Счёт                                        | Голы                                        | Соревнование                                |
| ------------------------------------------- | ------------------------------------------- | ------------------------------------------- | ------------------------------------------- | ------------------------------------------- | ------------------------------------------- | ------------------------------------------- |
| 1                                           | 9 ноября 2022                               | Муниципальный стадион, Марбелья             | Катар                                       | 0:1                                         | —                                           | товарищеский матч                           |

Итого: 1 матч / 0 голов; eu-football.info.